# Colony (Oklahoma)
Colony és un poble dels Estats Units a l'estat d'Oklahoma. Segons el cens del 2000 tenia 147 habitants.

## Demografia
Segons el cens del 2000, Colony tenia 147 habitants, 64 habitatges, i 49 famílies. La densitat de població era de 60,4 habitants per km².
Dels 64 habitatges en un 28,1% hi vivien nens de menys de 18 anys, en un 71,9% hi vivien parelles casades, en un 4,7% dones solteres, i en un 21,9% no eren unitats familiars. En el 20,3% dels habitatges hi vivien persones soles el 14,1% de les quals corresponia a persones de 65 anys o més que vivien soles. El nombre mitjà de persones vivint en cada habitatge era de 2,3 i el nombre mitjà de persones que vivien en cada família era de 2,62.
Per edats la població es repartia de la següent manera: un 21,1% tenia menys de 18 anys, un 2,7% entre 18 i 24, un 21,8% entre 25 i 44, un 26,5% de 45 a 60 i un 27,9% 65 anys o més.
L'edat mediana era de 48 anys. Per cada 100 dones de 18 o més anys hi havia 93,3 homes.
La renda mediana per habitatge era de 26.912 $ i la renda mediana per família de 27.426 $. Els homes tenien una renda mediana de 26.071 $ mentre que les dones 16.250 $. La renda per capita de la població era de 18.106 $. Entorn del 15,1% de les famílies i el 17,2% de la població estaven per davall del llindar de pobresa.

## Poblacions més properes
El següent diagrama mostra les poblacions més properes.